# Margit Schumann
Margit Schumann (14 de septiembre de 1952-11 de abril de 2017) fue una deportista de la RDA que compitió en luge en la modalidad individual.
Participó en tres Juegos Olímpicos de Invierno entre los años 1972 y 1980, obteniendo dos medallas, bronce en Sapporo 1972 y oro en Innsbruck 1976. Ganó cuatro medallas en el Campeonato Mundial de Luge entre los años 1973 y 1977, y cinco medallas en el Campeonato Europeo de Luge entre los años 1973 y 1979.

## Palmarés internacional
| Juegos Olímpicos   | Juegos Olímpicos      | Juegos Olímpicos  | Juegos Olímpicos |
| Año                | Lugar                 | Medalla           | Prueba           |
| ------------------ | --------------------- | ----------------- | ---------------- |
| 1972               | Sapporo (Japón)       | Medalla de bronce | Individual       |
| 1976               | Innsbruck (Austria)   | Medalla de oro    | Individual       |
| Campeonato Mundial |                       |                   |                  |
| Año                | Lugar                 | Medalla           | Prueba           |
| 1973               | Oberhof (RDA)         | Medalla de oro    | Individual       |
| 1974               | Königssee (RFA)       | Medalla de oro    | Individual       |
| 1975               | Hammarstrand (Suecia) | Medalla de oro    | Individual       |
| 1977               | Igls (Austria)        | Medalla de oro    | Individual       |
| Campeonato Europeo |                       |                   |                  |
| Año                | Lugar                 | Medalla           | Prueba           |
| 1973               | Königssee (RFA)       | Medalla de oro    | Individual       |
| 1974               | Imst (Austria)        | Medalla de oro    | Individual       |
| 1975               | Valdaora (Italia)     | Medalla de oro    | Individual       |
| 1977               | Königssee (RFA)       | Medalla de plata  | Individual       |
| 1979               | Oberhof (RDA)         | Medalla de bronce | Individual       |